# Raggruppamento unità difesa
Il RUD - Raggruppamento unità difesa è un ente militare interforze, inquadrato nello Stato maggiore della difesa.
La sede di comando è a Roma con distaccamenti periferici ad Alghero, Oristano, Ladispoli, Lecce, San Donà di Piave. Ha compiti di vigilanza e difesa della logistica nelle installazioni preposte ad attività di intelligence.

## Storia
Nel secondo dopoguerra lo Stato maggiore dell'Esercito crea il 2º Reparto autonomo ministeriale (2º R.A.M.) a livello di battaglione;
Il 1º luglio 1960 viene trasformato in Raggruppamento unità speciali (R.U.S.) a livello battaglione;
Il 16 ottobre 1961 viene elevato a livello reggimento;
Nel 1963 cambia denominazione in Raggruppamento unità difesa, livello reggimento, organizzato in distaccamenti (battaglioni) e compagnie. È stata la sede della organizzazione Gladio, durante gli anni 1960-70.
Negli ultimi anni della storia italiana, per la liberazione di Aldo Moro, la squadra delle forze speciali che era incaricata dell'azione, si addestrò alcuni giorni presso la sede odierna del distaccamento di Ladispoli (RM). Questo distaccamento è stato anche il centro di addestramento degli uomini della "Sezione K" del SISMI.
Con la riforma dei servizi del 1977 ha operato in collegamento con il SISMI.
Il R.U.S. prima e il R.U.D. poi, contabilmente dipendevano dall'Ufficio centrale dei servizi contabili presso la Ragioneria centrale, con la Legge nº 30 del 20 febbraio 1981 (articolo nº 5) le competenze venivano prese dalla costituenda Direzione di amministrazione interforze cambiando nuovamente ordinamento nel 2007. Alle sue dipendenze vi è il Centro addestramento guastatori.

## Organizzazione

### Organigramma
- Raggruppamento Unità Difesa
  - Segreteria comando
  - Ufficio Personale
  - Ufficio operazioni, addestramento e infrastrutture
  - Ufficio logistico
  - Ufficio amministrazione
- Battaglione sicurezza e supporto
  - Compagnia comando e supporto
  - Compagnia carabinieri
  - Compagnia sicurezza esterna dalla quale dipendono cinque distaccamenti.

### Caserme del RUD
Le sedi sono tratte da documentazione ufficiale on line del Ministero della difesa e della Regione Autonoma della Sardegna:
| Tipologia              | Indirizzo                                                         | Comune            | Regione  | Note |
| ---------------------- | ----------------------------------------------------------------- | ----------------- | -------- | --- |
| Raggruppamento         | Via della Pineta Sacchetti, 216                                   | Roma              | Lazio    | presso la caserma "Casal Forte Braschi-Nicola Calipari" |
| Distaccamento tipo "A" | Via Aurelia, km 42+500 - Località Pian del Candeliere - Cerveteri | Ladispoli         | Lazio    | |
| Distaccamento tipo "B" | Via Giammatteo, 5                                                 | Lecce             | Puglia   | |
| Distaccamento tipo "B" | Viale della Repubblica, 19                                        | Oristano          | Sardegna | superficie circa 9.000 m² |
| Distaccamento tipo "B" | Via Fornetto, 5                                                   | San Donà di Piave | Veneto   | composto dalla Zona "A" e Zona "B" |
| Distaccamento tipo "C" | Strada provinciale nº 105 "Alghero - Bosa", km 6+300 - Poglina    | Alghero           | Sardegna | presso il Centro Addestramento Guastatori, che fu sede anche della struttura N.A.T.O. Stay Behind "Gladio". La sede dispone del Porticciolo di Poglina. La base è conosciuta anche come "Base di Capo Marrargiu", sebbene il capo sia più a sud; la base si trova tra Capo di torre di Poglina ed il monte Fogheras, affacciandosi su cala Griecas |

## Cronologia dei comandanti del Raggruppamento
- Generale di brigata EI Luca Rajola Pescarini
- Colonnello EI Paolo Nanni
- Generale di brigata EI Mario Chiabrera
- Colonnello Carmine Caramente
- Generale di brigata EI Giovanni Maria Pieri
- Generale di brigata EI Giuseppe Giannuzzi
- Generale di brigata EI Mario Chiusaroli
- Generale di brigata EI Silvio Napoli
- Generale di brigata EI Carmelo Covato

## Armoriale

Crest del Raggruppamento

Lo stemma del reparto è composto da un cerchio di colore blu sormontato da una corona a otto torri merlate (quattro visibili) e circondato da una corda e dei rami di alloro di colore oro lungo tutto il perimetro.
All'interno del cerchio trovano posto un'ancora (Marina), un'ala (Aeronautica), un gladio (Esercito) e una granata con tredici fiamme piegate dal vento (Carabinieri), sovrapposte ad indicare la cooperazione e l'unità tra le quattro forze armate presenti nel reparto.
In basso a congiungere i rami di alloro vi è una lista nel quale sono inscritte le lettere R.U.D. cioè l'abbreviazione del nome.
In alcune varianti si può trovare un'ulteriore lista sottoposta con all'interno il motto del reparto.

### Fregi e distintivi
Il personale militare appartenente all'Esercito Italiano indossa sull'uniforme ordinaria le mostrine della fanteria fuori corpo (fiamme a due punte rosse).
Sul taschino sinistro dell'uniforme ordinaria è presente il distintivo metallico, smaltato, a spillo a forma di scudo sannitico dello Stato maggiore della difesa. Lo scudo è inquartato in decusse dai filetti d'oro; nel 1º, di rosso,alla granata dell'Esercito, d'oro, infiammata dello stesso; nel 2°, troncato di azzurro e di rosso, alla granata dei Carabinieri, attraversante, d'oro, infiammata dello stesso; nel 3°, di azzurro, all'ancora della Marina, d'oro, con la gomena dello stesso attorcigliata;                           nel 4°, campo di cielo, all'aquila dell'Aeronautica, volante, rivolta, d'oro. Alla stella di cinque raggi d'argento attraversante l'incrociatura dei filetti.
Il fregio da basco per il personale dell'Esercito Italiano è quello della fanteria fuori corpo composto da una coppia di fucili incrociati, sormontati da una bomba con fiamma diritta.

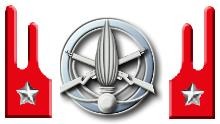
Mostrine e fregio

## Motto
Il motto latino "Certa Constans" tradotto in italiano con "Sempre affidabile" deriva da un'onorificenza assegnata dagli imperatori alle legioni romane come ad esempio la Legio XII Fulminata.

## Pubblicazioni
- AA. VV., "L'intelligence nella letteratura - Da Maksim Gorkij a Ian Fleming", Raggruppamento Unità Difesa, Roma, 2005